# الواسطة (بدر)
الواسطة أو وادي الصفراء قرية تقع شرقي محافظة بدر غرب منطقة المدينة المنورة في السعودية.

## الموقع
تقع الواسطة في الجزء الشرقي من محافظة بدر والتي تقع في الجزء الغربي من منطقة المدينة المنورة، ويحدها من الشمال مقر المنطقة ومحافظة ينبع، ومن الشرق مقر المنطقة، ومن الجنوب مقر المنطقة ومنطقة مكة المكرمة، ومن الغرب محافظة ينبع والبحر الأحمر، وتقع بين خطي طول (30-38، 30-39) شرقاً، ودائرتي عرض (10-23، 30-24) شمالاً. وتقع المحافظة والمركز في وادي الصفراء الشهير ويقع المركز على بعد (20كم) من المحافظة، والطريق المؤدي إليها إسفلتي، ويعتبر المركز في المرتبة الأولى من حيث القرب من مقر المحافظة.

## المساحة
تبلغ مساحته (1489كم2)، وتمثل 18,11% من مساحة المحافظة التي تبلغ (8226كم2).

## السكان
يبلغ عدد سكانه (11,902) نسمة.وهم من  بني سالم من قبيلة حرب